# Засвистали козаченьки
Засвистали козаченьки (вариант — «Засвіт встали козаченьки») — украинская народная песня, авторство которой приписывают полулегендарной песнярке из Полтавы Марусе Чурай. Согласно сюжету, казак, верный своему долгу, отправляется в дорогу — защищать родную землю. Он вынужден покинуть мать и любимую девушку. Казак просит свою мать, когда с ним что-то случится, принять его девушку Марусю, как своего ребёнка.
Песня построена в форме диалога. Есть традиционные для народной песни обращения, уменьшительно-ласкательные слова, постоянные эпитеты.
Известна во множестве вариантов. Иногда исполняется медленно, с выразительным лирическим окрасом, иногда — быстро, в маршово-походном темпе.

## Использование песни в литературе и музыке

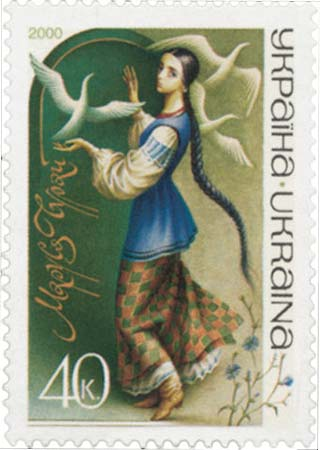
Маруся Чурай на украинской марке

Впервые песня была опубликована в 1790 году в Санкт-Петербурге, в сборнике «Молодчик с молодкою на гулянье с песенниками» в разделе «Малороссийские песни», также издавалась в сборнике Михаила Максимовича «Украинскія народныя пѣсни» 1834 года. Вскоре стала известна широкой общественности благодаря Якову Кухаренко который в 1836 г. включил её в пьесы «Черноморский избит на Кубани». Впоследствии композитор Николай Лысенко, написав к нему музыку, ввел песню в своею оперу «Черноморцы» (1872). В 1937 г. её использовали композиторы Лев Ревуцкий и Борис Лятошинский, осуществляя новую музыкальную редакцию оперы Н. Лысенко «Тарас Бульба». С. Чернецкий использовал мотив этой мелодии при написании «Украинского марша» № 3 (1938).
В. Чемерис написал историческую повесть «Засвіт встали козаченьки…» (1991), считая, что эта песня — одна из «величайших» песен Маруси Чураивны, ведь её «пройдет лишь немного времени, подхватит и запоет вся Украина — от востока до запада, от юга до севера». В произведении использовано более 16 отрывков из различных песен Маруси, объясняется, как и при каких обстоятельствах эти песни появлялись.
О «ценности» песни говорит такой отрывок:
Ну й Маруся, ну й Чураївна! — хитав головою війт. — З такою піснею і на смерть підеш.
 — Цю пісню вже вся Полтава співає — сказав Махиня.
 — А треба — щоб вся Україна. Тож, Петре, кульбач коня і в дорогу хутчіш вирушай. Тільки не закудикуй! Поїдеш на Україну, розшукаєш військо гетьмана... (...) Повезеш козакам пісню Марусі Чурай «Засвіт встали козаченьки». Бо козакам без пісні що без шаблі. Навіть гірше. Стривай! Пісню добре затямив? Не забудеш?
 — Таку пісню та забути? — аж обурився Махиня.  — Як хто голову мені зітне, тоді лише забуду 

### Первая звукозапись
По данным П. Н. Грюнберга и В. Л. Янина, в России до 1900 года включительно действовала всего одна компания звукозаписи, выпускавшая пластинки на коммерческой основе (сколько-нибудь значительными партиями), именно: «Gramophone Company». В подробнейшем каталоге производителя за 1899—1915 годы песня впервые упоминается под номером 11049 (за 1899 год), под названием «Засвистали козаченьки»; в качестве исполнителя указан Хор Медведевой (по всей видимости, Софьи Медведевой).

## Варианты текста песни (отрывки)
Первая строчка песни имеет разночтения. Вариант «Засвистали козаченьки» использовали украинский этнограф Михаил Максимович, поэт Степан Руданский, композитор Николай Лысенко; «Засвіт встали козаченьки» отстаивали советские музыковеды Лидия Архимович, Николай Гордийчук, Л. Кауфман; А. Железный.
| Засвистали козаченьки В похід з полуночі, Заплакала Марусенька Свої ясні очі.(2) Не плач, не плач, Марусенько, Не плач, не журися, Та й за свого миленького Богу помолися!(2) Зійшов місяць над водою, А сонця немає. Мати сина в доріженьку Слізно проводжає: «Іди, іди, мій синочку, Іди, не барися, За чотири неділеньки Додому вернися!»(2) «Ой рад би я, стара мати, Ще й раніш вернуться, Та щось кінь мій вороненький В воротях спіткнувся.»(2) (Припев — Первый куплет) | Засвіт встали козаченьки В похід з полуночі, Заплакала Марусенька Свої ясні очі. (…) — Яка ж бо то, мій синочку, Година настала, Щоб чужая дитиночка За рідную стала? Засвіт встали козаченьки В похід з полуночі, Заплакала Марусенька Свої ясні очі… | Засвистали козаченьки В похід з полуночі, Виплакала Марусенька Свої ясні очі. (…) — Ой рада б я Марусеньку За рідну прийняти, Та чи ж буде вона, сину, Мене шанувати? — Ой не плачте, не журітесь, В тугу не вдавайтесь: Заграв кінь мій вороненький — Назад сподівайтесь! |